# 블랑크청

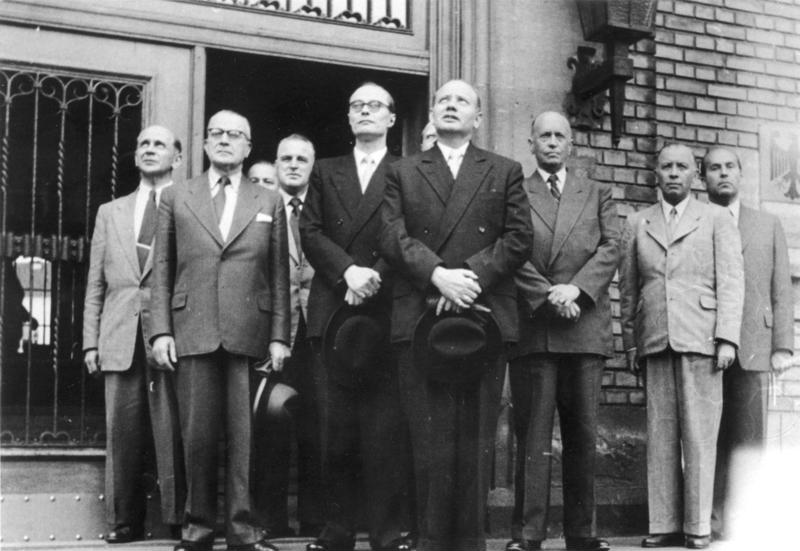
블랑크청 요인들. 왼쪽에서 오른쪽으로 게르하르트 로슈, 에른스트 비르머, 테오도어 블랑크, 볼프강 홀츠, 아돌프 호이징어.

블랑크청(Amt Blank)은 오늘날의 독일연방공화국 연방방위부의 전신이다. 1950년부터 1955년까지 존재했다. 블랑크청이라는 이름은 정식 명칭은 수장인 테오도어 블랑크의 이름을 따서 부른 것이고, 정식 명칭은 연합군 병력 증가에 관한 질문들에 대하여 연방수상에게 권한을 위임받은 사무소(독일어: Dienststelle des Bevollmächtigten des Bundeskanzlers für die mit der Vermehrung der alliierten Truppen zusammenhängenden Fragen)였다. 1955년 방위부로 전환되고 수장 테오도어 블랑크는 초대 방위장관이 되었다.